# Сергокала

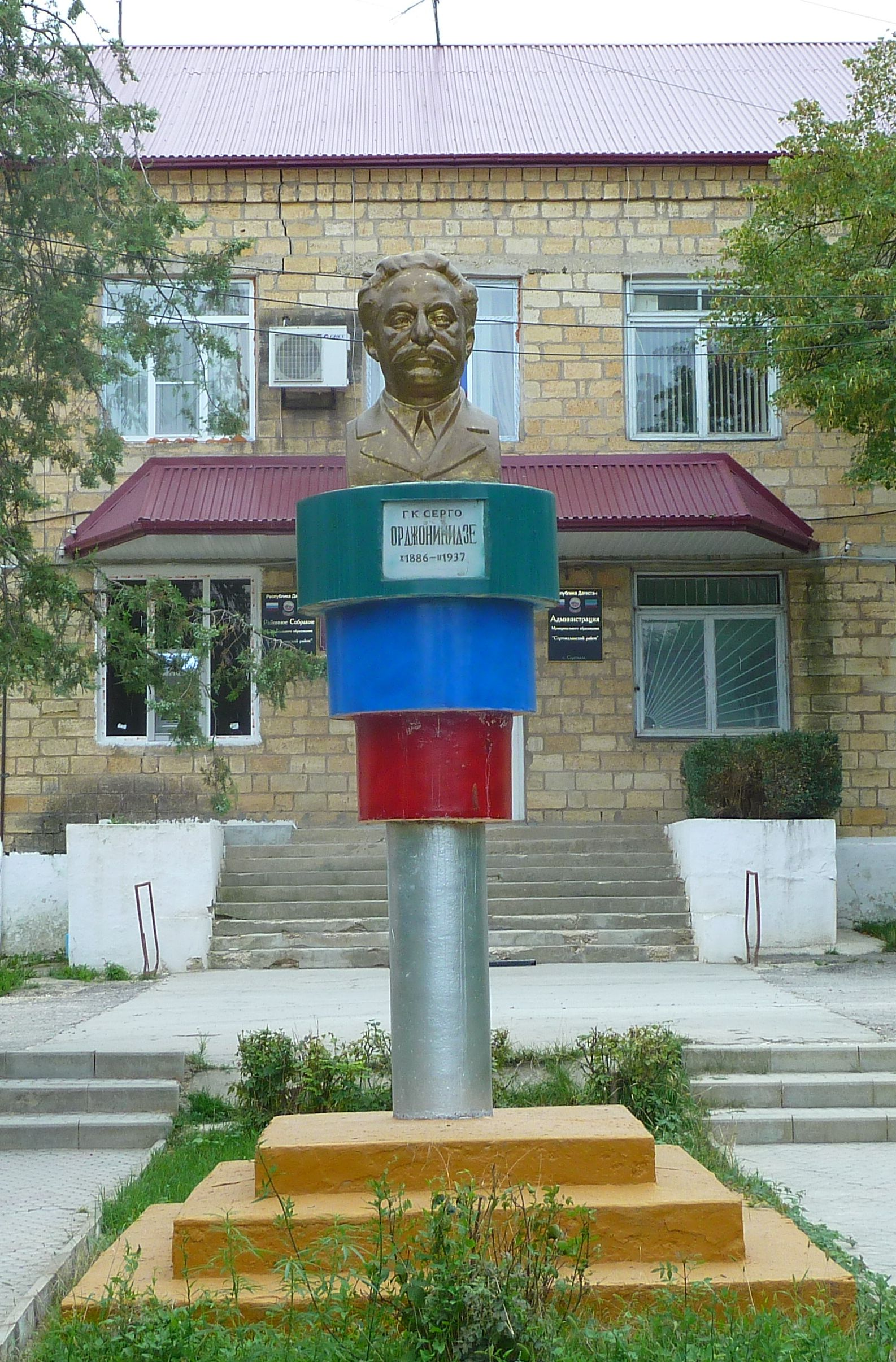
Пам'ятник Серго Орджонікідзе в Сергокалі

Сергокала — село, районний центр Сергокалинського району Дагестану.

## Географія
Розташоване за 62 км на південь від міста Махачкала, на річці Какаозень.

## Населення
За переписом 2010 року в селі проживало 8143 людини. Моноетнічне (99%) даргинське село

## Історія
Село утворено в 1846 році як штаб-квартира вісімдесят третього Самурского піхотного полку, згодом отримала статус слободи і найменування — Дешлагар.
Назву Дешлагар було пов'язано з чагарником гордевини, яким були покриті схили довколишніх гір. Даргинськой гордевина — дерш.
Дешлагар стає великим військовим поселенням. Відставні солдати селилися тут же в слободі. У 1900 році Дешлагар отримує статус села. У селі крім росіян жили євреї, вірмени, поляки та ін.
Крім військових фортечних споруд в селі була церква в ім'я Св. Благовірного Великого князя Олександра Невського, побудована в 1855 році Будівля церкви — було кам'яним, одне купольним. Біля церкви була дзвіниця. Вміщала до 400 осіб. Крім православної церкви в слободі мався так само костел.
Для навчання дітей малося двокласне училище.
У 1929 році село перейменовується в Коркмаскалу — на честь видного громадського, державного і політичного діяча, професійного революціонера, керівника революційного руху в Дагестані Дж. Коркмасова. У 1937 році Коркмасов був заарештований і розстріляний. У 1938 році село перейменовується в Сергокалу — на честь Серго Орджонікідзе

## Відомі уродженці
- Нурбагандов Магомед Нурбагандович (1985—2016) — російський поліцейський, Герой Російської Федерації (2016, посмертно).